# Chajenky
Chajenky (ukr. Хаєнки) – wieś na Ukrainie, w obwodzie czernihowskim, w rejonie pryłuckim, w hromadzie Icznia. W 2001 liczyła 428 mieszkańców.